# Olej andiroba
Olej andiroba - jest to żółtawy olej roślinny, o gorzkim smaku i lekko orzechowym zapachu. Otrzymywany jest poprzez tłoczenie lub wyciskanie nasion andiroba (Carapa guianensis), pochodzących z Brazylii. Zapachem przypomina oliwę z oliwek.
Pochodzenie roślinyBrazylia
Skład46% kwasu olejowego, 20% kwasu linolowego
KategoriaOlej półschnący
DziałanieAntybakteryjne, przeciwzapalne, przeciwbólowe, antypasożytnicze, przeciwdziała rakowi, malarii, ukąszeniom owadów
Właściwości fizyczneW temperaturze pokojowej ulega krzepnięciu
Zastosowanie
- W przemyśle kosmetycznym używany jest bezpośrednio w postaci czystego oleju lub stosowany jako dodatek do kosmetyków przeznaczonych dla skóry wrażliwej i mieszanej.
- W medycynie naturalnej wykorzystuje się jego właściwości antyseptyczne i pobudzające. Działa korzystnie przy opuchnięciach, obiciach oraz przy napięciu mięśni. U osób wrażliwych może wywołać podrażnienia.
- Mieszkańcy Amazonii wytwarzali z niego mydło, które oprócz dobrych właściwości myjących leczy również choroby skóry oraz rany po ukąszeniach owadów. Wkrapiano go także do ucha, aby leczyć infekcje.
- Olej andiroba dobrze się spala, wydzielając niewielką ilość dymu, odstraszając jednocześnie owady. Przez rdzennych mieszkańców Amazonii używany był więc jako naturalne paliwo do lamp. W początku XIX wieku był również popularnym paliwem dla lamp ulicznych w Brazylii. Współcześnie wytwarza się z niego świece odstraszające owady oraz pasty polerujące do drewna, zabezpieczające przed jego szkodnikami (np. termitami).